# Julia Dany
Julia Dany est une footballeuse française née le 6 avril 1984 à Toulouse. Elle évolue au poste d'attaquante au Juvisy FCF.

## Biographie
Après trois années passées en 1re division au Toulouse FC, son club formateur, elle s'engage à l'intersaison 2007 en faveur de Juvisy. 
Elle inscrit 11 buts en championnat lors de la saison 2007-2008 avec Juvisy.
Elle retrouve le Toulouse FC à l'intersaison 2009.
Julia a joué en équipe de France de moins des 21 ans (7 sélections) et en équipe de France A (4 sélections).

## Carrière
- 2004-2007 : Toulouse FC
- 2007-2009 : Juvisy FCF
- 2009- : Toulouse FC